# Gouvernement Tshering
Monarchie constitutionnelle du Bhoutan
Tshering Tobgay Dago Rigdzin
(intérim)
Le gouvernement Tshering est le gouvernement du royaume du Bhoutan depuis le 7 novembre 2018, sous la 3e législature de l'Assemblée nationale du Bhoutan.
Il est dirigé par Lotay Tshering, après la victoire du DNT, le parti de centre-gauche, à une écrasante majorité lors des élections législatives de 2018. Le premier remaniement a lieu en septembre 2021.

## Contexte
Les 15 septembre et 18 octobre 2018 ont eu lieu les élections législatives, les troisièmes depuis l'instauration d'un régime parlementaire à peine dix ans plus tôt.
Lors des élections précédentes, seuls quatre partis avaient pu se faire enregistrer par la Commission électorale Bhoutanaise pour concourir. Le 26 février 2018, cependant, le Parti Druk Chirwang Tshogpa se dissout à l'initiative de ses quinze membres fondateurs et demande à la Commission de le retirer du registre national des partis politiques, ne laissant que trois partis en lice, avant la création du parti social démocrate Bhoutan Kuen-Nyam. Ce dernier, favorable à la légalisation du mariage homosexuel, inclus les droits des minorités sexuelles dans son programme.

### Résultats
À la surprise générale, le scrutin voit la défaite dès le premier tour du Parti démocratique populaire du Premier ministre Tshering Tobgay. Le Parti de l'unité du Bhoutan arrive en tête et se qualifie pour la première fois pour le ballotage, qui l'oppose au Parti vertueux du Bhoutan, au pouvoir de 2008 à 2013,.
À l'annonce de l'échec surprise de son parti au premier tour, le Premier ministre et dirigeant du Parti démocratique populaire Tshering Tobgay déclare que « [le peuple bhoutanais] a parlé. Le Parti démocratique populaire accepte humblement sa décision. La volonté du peuple doit prévaloir dans une démocratie. ».
Lors du second tour, le Parti de l'unité du Bhoutan confirme sa percée en remportant une majorité nette. Le 7 novembre, son dirigeant Lotay Tshering devient Premier ministre. 
Le Parti de l'unité l'emporte finalement avec 30 sièges sur 47. Le Bhoutan procède ainsi pour la troisième fois à une alternance, soit une pour chaque élection depuis l'avènement de la démocratie dans le pays.

## Historique

### Formation
À l'issue des élections législatives, Lotay Tshering, le dirigeant du Parti de l'unité du Bhoutan, devient Premier ministre et annonce la composition de son gouvernement le 3 novembre 2018. Il prête officiellement serment le 7 novembre et son gouvernement est annoncé le même jour.
Dans un communiqué publié deux jours avant son investiture, il promet de réduire les inégalités et l'écart croissant entre les riches et les pauvres.

### Evolution
Le 11 septembre 2021, le Premier ministre Lotay Tshering décide d'un remaniement au sein de son gouvernement, notamment en raison de la démission du ministre de l'Intérieur Sherub Gyeltshen (en) déposée en avril et acceptée en mai 2021, définitivement condamné pour fraude à l'assurance.
Lors du remaniement, Ugyen Dorji (en) est nommé ministre de l'Intérieur, tandis que le député Karma Dorji est nommé ministre du Travail à sa place. 
Dès sa nomination, le nouveau ministre Karma Dorji fait l'objet de critiques par des députés issu du Parti de l'unité du Bhoutan, reprochant au Premier ministre d'avoir nommé un nouveau député élu en juillet 2021, tandis que des députés élus depuis 2018 et expérimentés auraient pu être choisis.

## Composition

### Initiale (7 novembre 2018)
| Image | Fonction                                            | Nom | Nom                                       | Parti |
| ----- | --------------------------------------------------- | --- | ----------------------------------------- | ----- |
|       | Premier ministre                                    |     | Lotay Tshering                            | DNT   |
|       | Ministre des Affaires étrangères                    |     | Tandi Dorji                               | DNT   |
|       | Ministre de l'Intérieur et des Affaires culturelles |     | Sherub Gyeltshen (en) (jusqu'en mai 2021) | DNT   |
|       | Ministre de l'Agriculture et des Forêts             |     | Yeshey Penjor (en)                        | DNT   |
|       | Ministre de l'Information et de la Communication    |     | Karma Donnen Wangdi (en)                  | DNT   |
|       | Ministre de la Santé                                |     | Dechen Wangmo                             | DNT   |
|       | Ministre des Affaires économiques                   |     | Loknath Sharma (en)                       | DNT   |
|       | Ministre des Finances                               |     | Namgay Tshering (en)                      | DNT   |
|       | Ministre du Travail et des Ressources humaines      |     | Ugyen Dorji (en)                          | DNT   |
|       | Ministre de l'Éducation                             |     | Jai Bir Rai (en)                          | DNT   |
|       | Ministre des Travaux publics et de l'Habitat        |     | Dorji Tshering (en)                       | DNT   |

### Remaniement du 11 septembre 2021
- Les nouveaux ministres sont indiqués en gras, ceux ayant changé d'attributions le sont en italique.

| Image | Fonction                                            | Nom | Nom                      | Parti |
| ----- | --------------------------------------------------- | --- | ------------------------ | ----- |
|       | Premier ministre                                    |     | Lotay Tshering           | DNT   |
|       | Ministre des Affaires étrangères                    |     | Tandi Dorji              | DNT   |
|       | Ministre de l'Intérieur et des Affaires culturelles |     | Ugyen Dorji (en)         | DNT   |
|       | Ministre de l'Agriculture et des Forêts             |     | Yeshey Penjor (en)       | DNT   |
|       | Ministre de l'Information et de la Communication    |     | Karma Donnen Wangdi (en) | DNT   |
|       | Ministre de la Santé                                |     | Dechen Wangmo            | DNT   |
|       | Ministre des Affaires économiques                   |     | Loknath Sharma (en)      | DNT   |
|       | Ministre des Finances                               |     | Namgay Tshering (en)     | DNT   |
|       | Ministre du Travail et des Ressources humaines      |     | Karma Dorji              | DNT   |
|       | Ministre de l'Éducation                             |     | Jai Bir Rai (en)         | DNT   |
|       | Ministre des Travaux publics et de l'Habitat        |     | Dorji Tshering (en)      | DNT   |